# Trans-Cedron
Trans-Cedron was een klooster te Venlo waarin diverse geloofsgemeenschappen hebben gewoond. Ook zijn de gebouwen privébezit geweest.

## Ligging
Trans-Cedron werd gebouwd in de zuidpunt van de stad, een gebied dat lang onbebouwd moet zijn geweest en De Weide heette. De Sloterbeek kwam daar de stad binnen en doorsneed De Weide. In de vijftiende eeuw werden twee kloosters gebouwd; eerst Mariaweide noord van de beek en later Trans-Cedron zuid van de beek. De cellebroeders woonden eerst in een huis op De Weide. Later is een kapel en een klooster gebouwd. Noordelijk van het klooster kwamen twee straten bij elkaar, de Nieuwstraat en de Weistraat of Kleyne Beeck, later Kleine Beekstraat genoemd. De tuinen van klooster Trans-Cedron, evenals de tuinen van klooster Mariaweide, grensden aan de stadsmuur.

## Chronologie

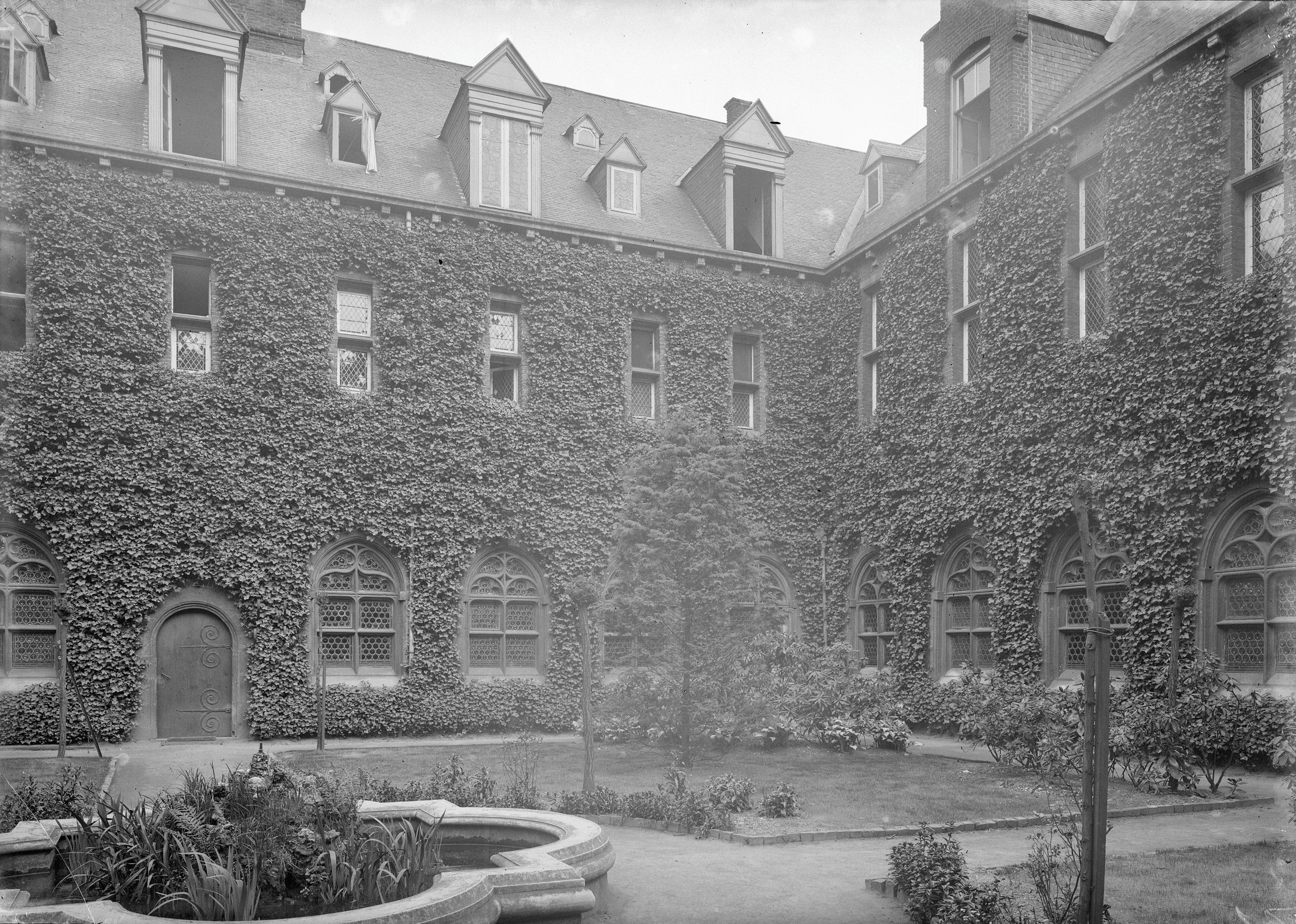
De binnentuin.

1486 Cellebroeders uit Maastricht wonen in een "Robbenhuyss" in Venlo.

1487 De broeders bouwen op de Weide aan de andere kant van de Sloterbeek, Trans-Cedron (vertaald: over de beek), een nieuw huis.

1497 De kapel met drie altaren word ingewijd.

1582 Klooster Sint-Catharinadal, gesticht in 1410 in Genooi, wordt verwoest. De Nonnen van de derde orde van Franciscus gaan in de stad bij familie, vrienden en in klooster Mariaweide wonen. Na een paar maanden vertrekken ze naar Roermond en gaan daar in het Beggardenklooster wonen.

1578 Klooster Trans-Cedron wordt door de cellebroeders verlaten tijdens de Staatse bezetting.

1599 Trans-Cedron wordt met toestemming van de bisschop van Roermond afgestaan aan de Franciscanessen in Roermond. Deze keren terug naar Venlo om in Trans-Cedron te wonen.

1614 De nonnen gaan over tot de orde der Annunciaten.

1619 Voltooiing van de nieuwe kerk.

1623-1625 Het naastgelegen klooster Mariaweide staat grond af aan de Annunciaten zodat ze het nieuwe klooster kunnen bouwen. De nonnen worden geholpen met giften door onder andere de aartshertogen Albert en Isabella en ingezetenen van Venlo en het nieuwe klooster is in 1625 af. Gedurende de 17e eeuw groeit het klooster flink door aankoop van aanpalende grond en huizen.

1702 Er is grote schade door een beleg van Venlo.

1797 In de Franse Tijd worden de kloosters opgeheven en in februari wordt ook Trans-Cedron opgeheven. De nonnen moeten het klooster verlaten en de gebouwen komen in particuliere handen. Het klooster wordt verbouwd tot woning en de kerk tot pakhuis.

Klooster Trans-Cedron, grenzend aan resten van de stadsmuur, in 1933

1879 Weduwe Schmasen verkoopt het goed aan Duitse paters uit de Dominicaner orde die vanwege de Kulturkampf uit Duitsland zijn verdreven. De paters restaureren het L-vormig restant van het oude klooster en herbouwen de verdwenen vleugels. Ze richten een gymnasium op, het Collegium Albertinum. In 1880 zitten 45 leerlingen op school, in 1913 165, allemaal Duits.

1881 Op 10 mei wordt de herstelde kerk nieuw gewijd.

1891 Acht aanpalende woningen in de Kleine Beekstraat worden bij het klooster getrokken.

1913 Het generaalkapittel, een hoge vergadering der orde der Dominicanen, wordt in Trans-Cedron gehouden.

1920 Het Collegium Albertinum wordt opgeheven omdat de Duitsers, door de slechte economische situatie, school- en kostgeld van hun kinderen niet meer kunnen betalen. In 1927 gaat de school weer open en in 1929 wordt het vijftigjarig bestaan gevierd.

1944 Het hele complex wordt verwoest in de Tweede Wereldoorlog.

Na de oorlog worden de restanten opgeruimd en komen er winkels, woningen en bredere straten voor in de plaats.

## Trivia
Vlak bij de plek waar vroeger het klooster lag herinnert een straatje met de naam Aan Cedron aan het klooster.